# Come l'oro
Come l'oro è il primo album in studio della cantautrice e poetessa italiana Giulia Anania, pubblicato nell'aprile 2017.

## Tracce
1. Come fa questa città – 3:31
2. L'amore è un accollo - Poesia al telefono – 1:42
3. Come l'oro – 5:35
4. Il gelato - Poesia al telefono – 2:00
5. Dimmi che è vero quando piangi – 4:15
6. Pagine di Er Pinto – 2:05
7. RomaBombay – 3:40
8. Le stelle cadono – 3:40
9. Goccia di Er Pinto – 1:11
10. Dove vanno gli amori quando finiscono – 3:43
11. Figlia di V. Ananìa – 0:38
12. Se ti ho mancato amore – 4:52
13. Il muratore di V. Ananìa – 0:42
14. Il volo (feat. Lucci) – 6:25
15. La notte (Last Coin) - Poesia al telefono – 2:26